# Phil Bodner
Philip „Phil“ L. Bodner (* 13. Juni 1917 in Waterbury (Connecticut); † 24. Februar 2008 in New York City) war ein US-amerikanischer Musiker (Klarinette, auch andere Holzblasinstrumente, Songwriter und Komponist) im Bereich des Jazz und der Unterhaltungsmusik.

## Wirken
Bodner war von den 1950er bis zu den 1980er Jahren vor allem als Studiomusiker aktiv; er war u. a. beteiligt bei Aufnahmen von Frank Sinatra, Ella Fitzgerald, Mel Tormé, Dick Hyman, Doc Severinsen, Urbie Green, Mundell Lowe, Gil Evans (New Bottle, Old Wine 1958), Miles Davis (Porgy and Bess, 1958), Billie Holiday (Lady in Satin), mit Oliver Nelson (More Blues and the Abstract Truth, 1961), Wes Montgomery, J. J. Johnson, Milt Jackson, Don Lamond (1962), Bill Evans/Claus Ogerman (Symbiosis, 1964), George Benson (White Rabbit) und Eumir Deodato (Prelude, 1972).
Als Orchesterleiter, Komponist und Arrangeur nahm er mit der Studioband The Brass Ring Pop und Easy Listening auf, orientiert am Stil von Herb Alperts Tijuana Brass.  Der Band gehörten auch der Saxophonist Stan Webb und der Gitarrist Tony Mottola an. Bodner nahm zunächst für das ABC-Sublabel Dunhill auf, bevor er zu RCA Victor/Camden wechselte. Die Band hatte 1965 einen Nummer-1-Hit mit Love Theme from ‘The Flight of The Phoenix’ aus dem Film Der Flug des Phoenix. Einen weiteren Hit hatte die Band dann mit The Dis-Advantages of You, der Ende der 1960er Jahre in den USA durch die Fernsehwerbung für Benson & Hedges bekannt wurde. Andere Erfolgstitel von The Brass Ring waren Al-Di-La, Samba de Orfeu und der von Quincy Jones verfasste Titelsong aus For Love of Ivy (1968). Nach Auflösung der Formation Anfang der 1970er Jahre arbeitete Bodner weiter als Studiomusiker. Anfang der 1980er Jahre nahm er unter eigenem Namen auf und spielte in Jazzclubs mit George Duvivier und Mel Lewis sowie erneut mit Mel Tormé. Er war zwischen 1941 und 1996 an 364 Aufnahmesessions beteiligt, in seinen späteren Jahren u. a. auch mit Joe Bushkin, Barbara Carroll, Maxine Sullivan und bei Gunther Schullers Epitaph-Einspielung (1990).

## Diskographische Hinweise
- The Brass Ring: Love Theme from The Flight of the Phoenix (Dunhill, 1966)
- The Brass Ring: Sunday Night at the Movies (Dunhill, 1968)
- Phil Bodner/Phil Ramone: Now Sound of the Brass Ring (RCA, 1968)
- The Brass Ring Featuring Phil Bodner (1970)
- Fine and Dandy (Stash, 1981), mit Marty Napoleon, Rick Laird, Butch Miles, Tony Monte, George Duvivier, Mel Lewis, Don Elliott
- Jammin' at Phil's Place (1990), mit Derek Smith, Milt Hinton, Bob Rosengarden
- Once More with Feeling (ed. 2007), mit Hank Jones, Butch Miles, Gene Bertoncini, Jamie Colpitts, Dave Young, Charlie Gougen, Milt Hinton, Dick Hyman, Ron Traxler, Joe Wilder, Al Caiola, Ron Odrich